# Господин Гексоген
«Господи́н Гексоге́н» — роман российского писателя Александра Проханова, опубликованный в 2002 году в издательстве Ad Marginem. Удостоен премии «Национальный бестселлер». В романе события российской истории 1999 года (в частности, серия взрывов жилых домов) представляются как результат, по мнению ряда историков, правозащитников и журналистов, заговора власть имущих. Главный герой романа, бывший генерал КГБ Белосельцев приглашается сослуживцами к участию в операции, цель которой — приход к власти Избранника.

## История публикации
Роман, написанный в 2001 году, отказались выпустить в «Нашем современнике». Впервые он был опубликован в приложениях к газетам «Завтра» и «Советская Россия». В 2002 году книга вышла в издательстве Ad Marginem.

## Оценки и восприятие
В интервью газете «Завтра» директор издательства «Ad Marginem» Александр Иванов отметил, что роман ему понравился: «…это литература с невероятным ощущением истории. История наваливается. Я читал и почему-то вспомнил фотографию 1947 года, где изображен мой молодой дед с бабкой в Гаграх. Я вообще это фото забыл, мне его показывали в 5 лет. Проханов с легкостью выдвигает забытый советский массив истории». Иванов прокомментировал реакцию некоторых литературных критиков: «я понял, что происходит с либеральной критикой в отношении Проханова: истерика». Редактор издательства Михаил Котомин также положительно оценил произведение: «Проханов сделал нам несколько щедрых подарков. Вернул историю, её ощущение, подарил 70 лет, усиленно вытеснявшихся в последние годы. Подарил чувство масштаба… Время работы с текстом Проханова вернуло мне веру в большую литературу. „Господин Гексоген“ — огромный сюжетный роман».
Сам писатель заявил, что он пытался исследовать «мифы, укрепившиеся в сознании общества».
Роман стал лауреатом премии «Национальный бестселлер» 2002 года. В финальном голосовании «Господин Гексоген» получил два голоса членов жюри премии (Владимир Бондаренко и Михаил Трофименков), как и произведение Ирины Денежкиной «Song for lovers» (Ирина Хакамада и Сергей Шнуров). В соответствии с регламентом решение принял почётный председатель жюри Владимир Коган, присудивший победу Проханову. Денежную премию писатель передал в пользу Эдуарда Лимонова, объяснив это тем, что «он писатель и сидит на цепи, как сидели Эзра Паунд, Осип Мандельштам, Николай Гумилёв. Когда художник сидит на цепи, другой художник не может относиться к этому равнодушно».
Негативно оценили роман деятель партии СПС Борис Немцов и депутат Госдумы Александр Невзоров. Как сказал Немцов, «это вообще не литература, не искусство, а какие-то безумные измышления», отметив, что, по его мнению, «многие сцены и описания узнаваемых людей не просто неприличны, а безнравственны». В свою очередь, глава КПРФ Геннадий Зюганов заявил, что книги Проханова «раскрывают суть трагедии, случившейся со страной. В романе „Господин Гексоген“ этот драматический перелом передан наиболее убедительно и ярко. Любой серьёзный человек, который размышляет о судьбе страны, должен прочитать книгу». В интервью сайту «Агентура» Проханов сказал, что, с одной стороны, считает утверждения о «заговоре спецслужб» в России фантазией, но с другой стороны, ряд определённых событий политической жизни могли быть выстроены могущественной организацией.

## Критика
Лев Данилкин в своей рецензии отмечал: «Через совписовскую и одновременно галлюцинаторную прозу Проханова неистовствует репрессированное политически, но притаившееся в языке, архитектуре, музыке имперское „советское“: Красная площадь, тело Ленина, сталинские проспекты и высотки, песни Пахмутовой и возможность ловить бабочек на берегах Рио-Коко. Проханов — единственный сохранившийся у империи ретранслятор, способный текстуально передать эту мощь».
Лев Пирогов назвал роман «восхитительным текстом», отметив политическую актуальность произведения. Иван Куликов в НГ-Ex libris характеризует роман как «наимахровейший киберпанк 500-процентной пробы»: «Ландшафт Проханова — не ностальгический (совимперский), а футуристический. Те, кто полагал, что прохановская идеальная Аркадия — это бесконечная галерея иконных окладов, захватанных кумачовых лозунгов и полуистлевших ценников из захудалого сельпо, прочитав „Господина Гексогена“, будут потрясены его мощнейшим техногенным пафосом». Член жюри премии «Национальный бестселлер» Михаил Трофименков оценил роман как «яркое событие, такая бешеная и безумная книга».
С. Чупринин в журнале «Знамя» с сожалением писал, что роман не стал «грозным обвинительным актом, адресуемым ФСБ, властям, всему путинскому режиму». Напротив, по мнению автора, гипотеза о причастности спецслужб к взрывам жилых домов была дискредитирована и обезврежена, что расценивалось им как «исключительная по своим интенциям победа нынешней власти».
Статью крайне негативного содержания опубликовала «Российская газета», назвав Проханова антисемитом и «одиозным публицистом». При этом автор статьи осуждающе отметил сближение писателя с Борисом Березовским.
По мнению Захара Прилепина, «Господин Гексоген» в 2001 году «взломал» литературную ситуацию: «Тогда литература находилась во власти либеральной общественности, которая не пускала на книжные полки „негодяев“ вроде меня. Благодаря Проханову получили путевку в литературу не только я, но и Михаил Елизаров, Сергей Шаргунов и другие писатели со взглядами левого толка».